# Heilgeiststraße 79 (Stralsund)
Das Gebäude mit der postalischen Adresse Heilgeiststraße 79 ist ein denkmalgeschütztes Bauwerk in der Heilgeiststraße in Stralsund, an der Ecke zur Kleinschmiedstraße.

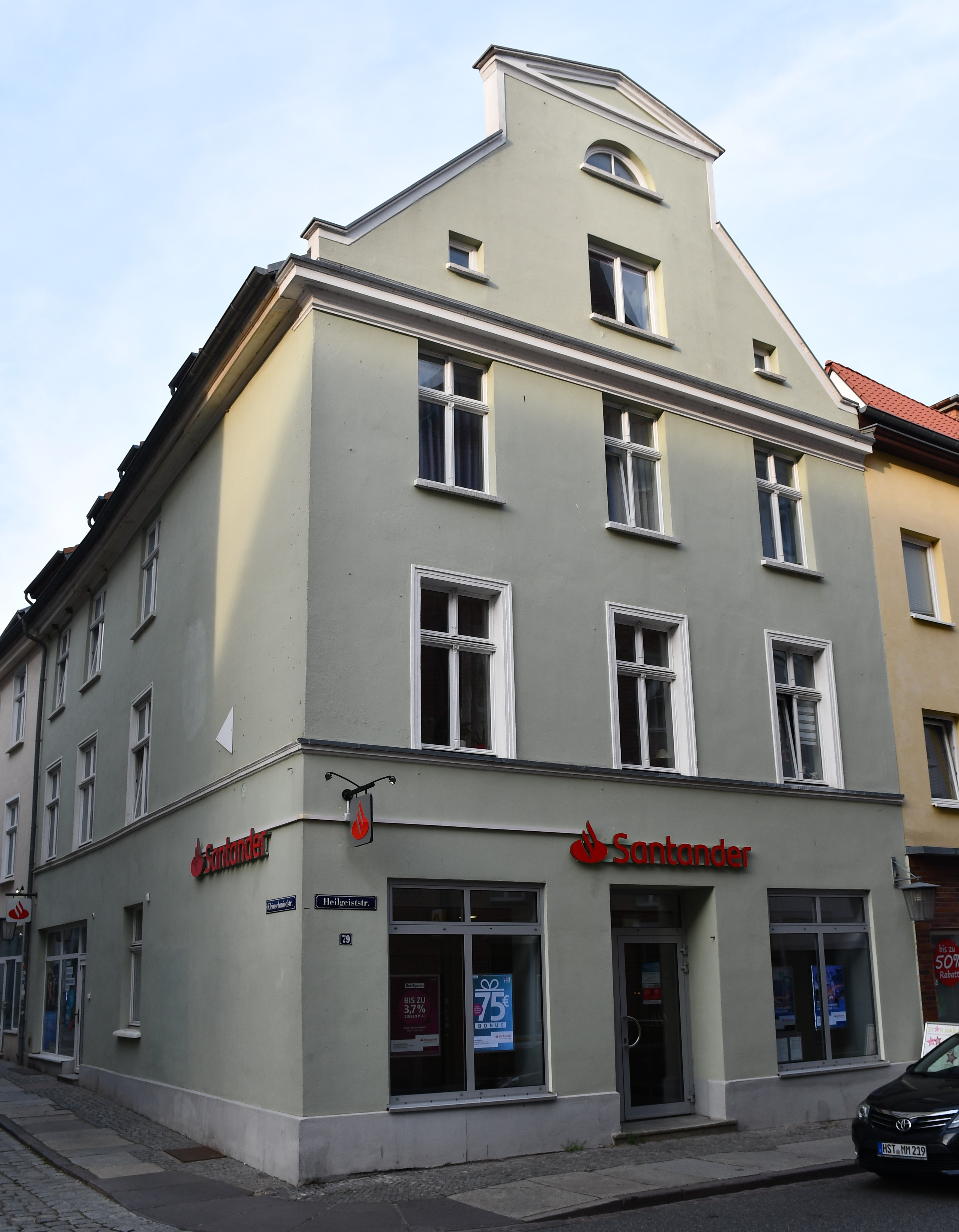
Das Haus Heilgeiststraße 79 in Stralsund (2023)

Der dreigeschossige Putzbau mit Giebel wurde im Jahr 1792 errichtet.
Die Fassade ist schlicht gestaltet. Zur Heilgeiststraße hin ist das Gebäude dreiachsig gestaltet und mit einem Giebel versehen, die Traufseite zur Kleinschmiedstraße weist ebenfalls drei Fensterachsen auf.
Das Haus liegt im Kerngebiet des von der UNESCO als Weltkulturerbe anerkannten Stadtgebietes des Kulturgutes „Historische Altstädte Stralsund und Wismar“. In die Liste der Baudenkmale in Stralsund ist es mit der Nr. 343 eingetragen.